# 比克國家公園
比克國家公園（匈牙利語：Bükki Nemzeti Park）是匈牙利的國家公園，位於該國東北部，由包爾紹德-奧包烏伊-曾普倫州負責管轄，毗鄰米什科爾茨，成立於1977年，是匈牙利的第三个国家公园，面積38774.6公顷，最高點海拔高度959米。

## 外部連結
- Description of geology, fauna and flora

48°4′18.67″N 20°25′8.06″E / 48.0718528°N 20.4189056°E